# العلاقات القرغيزستانية المصرية
العلاقات القيرغيزستانية المصرية هي العلاقات الثنائية التي تجمع بين قيرغيزستان ومصر.

## مقارنة بين البلدين
هذه مقارنة عامة ومرجعية للدولتين:
| وجه المقارنة                                              | قيرغيزستان                      | مصر           |
| --------------------------------------------------------- | ------------------------------- | ------------- |
| المساحة (كم2)                                             | 199.95 ألف                      | 1.01 مليون    |
| عدد السكان (نسمة)                                         | 6.20 مليون                      | 94.80 مليون   |
| الكثافة السكانية (ن./كم²)                                 | 31.01                           | 93.86         |
| العاصمة                                                   | بيشكك                           | القاهرة       |
| اللغة الرسمية                                             | اللغة الروسية، اللغة القيرغيزية | اللغة العربية |
| العملة                                                    | سوم قيرغيزستاني                 | جنيه مصري     |
| الناتج المحلي الإجمالي (بليون دولار)                      | 7.56 مليار                      | 235.37 مليار  |
| الناتج المحلي الإجمالي (تعادل القوة الشرائية) بليون دولار | 20.45 مليار                     | 998.67 مليار  |
| الناتج المحلي الإجمالي الاسمي للفرد دولار أمريكي          | 1.10 ألف                        | 3.61 ألف      |
| الناتج المحلي الإجمالي للفرد دولار أمريكي                 |                                 |               |
| مؤشر التنمية البشرية                                      | 0.655                           | 0.690         |
| رمز المكالمات الدولي                                      | +996                            | +20           |
| رمز الإنترنت                                              | .kg                             | .eg، .مصر     |
| المنطقة الزمنية                                           | ت ع م+06:00                     | ت ع م+02:00   |

## منظمات دولية مشتركة
يشترك البلدان في عضوية مجموعة من المنظمات الدولية، منها:
| علم المنظمة | اسم المنظمة                                                | تاريخ انضمام قيرغيزستان | تاريخ انضمام مصر |
| ----------- | ---------------------------------------------------------- | ----------------------- | ---------------- |
|             | مؤسسة التنمية الدولية                                      | 24 سبتمبر 1992          | 26 أكتوبر 1960   |
|             | يونسكو                                                     | 2 يونيو 1992            | 22 يناير 1947    |
|             | وكالة ضمان الاستثمار متعدد الأطراف                         | 21 سبتمبر 1993          | 12 أبريل 1988    |
|             | الأمم المتحدة                                              | 2 مارس 1992             | 24 أكتوبر 1945   |
|             | العملية المشتركة للاتحاد الأفريقي والأمم المتحدة في دارفور | ?                       | 31 يوليو 2007    |
|             | الاتحاد البريدي العالمي                                    | ?                       | ?                |
|             | البنك الدولي للإنشاء والتعمير                              | 18 سبتمبر 1992          | 27 ديسمبر 1945   |
|             | منظمة التعاون الإسلامي                                     | ?                       | 25 سبتمبر 1969   |
|             | الاتحاد الدولي للاتصالات                                   | 20 يناير 1994           | 9 ديسمبر 1876    |
|             | مؤسسة التمويل الدولية                                      | 11 فبراير 1993          | 20 يوليو 1956    |
|             | منظمة التجارة العالمية                                     | ?                       | 30 يونيو 1995    |
|             | منظمة الشرطة الجنائية الدولية                              | ?                       | 7 سبتمبر 1923    |

## وصلات خارجية
- موقع وزارة الخارجية القيرغيزستانية
- موقع وزارة الخارجية المصرية